# György Kósa
György Kósa (ur. 24 kwietnia 1897 w Budapeszcie, zm. 16 sierpnia 1984 tamże) – węgierski kompozytor i pianista.

## Życiorys
Już w dzieciństwie przejawiał uzdolnienia muzyczne i podjął pierwsze próby kompozytorskie. W wieku 10 lat rozpoczął prywatnie naukę gry na fortepianie u Béli Bartóka, następnie w latach 1908–1915 był jego studentem w Królewskiej Akademii Muzycznej w Budapeszcie. Uczył się też kompozycji u Victora von Herzfelda i Zoltána Kodálya (1908–1912) oraz fortepianu u Ernő Dohnányiego (1915–1916). W latach 1916–1917 był korepetytorem opery w Budapeszcie. W latach 1917–1920 odbył tournée jako pianista po Niemczech, Austrii, Włoszech i Afryce Północnej. Od 1920 do 1921 roku pełnił funkcję dyrygenta teatru w Trypolisie. Po powrocie do Budapesztu w 1921 roku występował jako akompaniator, od 1927 do 1960 roku uczył gry na fortepianie w Akademii Muzycznej.
Jako pianista wykonywał zarówno repertuar klasyczny, jak i muzykę współczesną. Otrzymał nagrodę im. Erkela (1955). W 1963 roku uhonorowany tytułem Zasłużonego Artysty (Érdemes Művésze díj), a w 1972 roku Wybitnego Artysty (Kiváló Művésze-díj).

## Twórczość
Twórczość Kósy ukształtowała się pod wpływem ekspresjonizmu, kompozytor podejmował w swoich dziełach tematykę religijną i ogólnoludzką. Silne znaczenie w jego twórczości mają inspiracje literackie, w utworach wokalnych czerpał m.in. z Biblii, poezji chińskiej, utworów Villona, Rilkego i T.S. Eliota. Początkowo pozostawał pod wpływem twórczości Béli Bartóka, jednak nie przejął od niego fascynacji folklorem, do którego sięgał jedynie marginalnie, w poszukiwaniu elementów fantastycznej baśniowości. Symfonie Kósy mają charakter programowy i nawiązują do wzorców mahlerowskich.

## Ważniejsze kompozycje
(na podstawie materiałów źródłowych)

### Utwory orkiestrowe
- Suita (1915)
- 6 utworów (1919)
- 9 symfonii (I 1920, II 1927, III 1933, IV 1936, V 1937, VI 1946, VII 1957, VIII 1959, IX 1969)
- Suita baśniowa (1931)
- Fantazja na temat 3 pieśni ludowych (1948)
- Suita na orkiestrę smyczkową (1948)
- Suita taneczna (1951)
- Koncert na fortepian, skrzypce, talerze, perkusję i orkiestrę (1973)
- Homályban na wiolonczelę i orkiestrę (1977)

### Utwory kameralne
- 8 kwartetów smyczkowych (I 1920, II 1929, III 1933, IV 1936, V 1956, VI 1959, VII 1963, VIII 1965)
- Muzyka kameralna na 17 instrumentów (1928)
- 6 portretów na 6 rogów i harfę (1938)
- Divertimento na kwartet smyczkowy i talerze (1938)
- Kwintet na flet, klarnet, fagot, róg i harfę (1938)
- Trio na flet, altówkę i wiolonczelę (1946)
- Trio na sopran, klarnet i skrzypce (1947)
- Gaby Sonata na skrzypce i fortepian (1958)
- Kwintet dęty (1960)
- Trio fortepianowe (1962)
- Duo na skrzypce i wiolonczelę (1964)
- Sonata wiolonczelowa (1965)
- 6 intermezzów na trio smyczkowe (1969)
- Dialog na tubę basową i marimbę (1975)

### Utwory fortepianowe
- 3 sonaty (1941, 1947, 1956)

### Utwory wokalno-instrumentalne

#### Oratoria
- Jonasz (1931)
- Oratorium wielkanocne (1932)
- Saul (1935)
- oratorium kameralne Józef (1939)
- oratorium  kameralne Eliasz (1940)
- oratorium kameralne Chrystus (1943)
- Hajnóczy (1954)
- Villon (1960)

#### Kantaty
- Laodomeia (1924)
- Hiob (1933)
- Kúldetés (1948)
- Szól az úr (1957)
- Amor sanctus (1958)
- 2 kantaty (1964)
- Bárányka (1965)
- Balázsolás (1967)
- Cantata humana (1967)
- Orpheus, Eurydike, Hermes (1967)
- Őszikék (1970)
- Johannes (1972)
- Szalkak (1972)
- Perlekedő prófécia (1972)
- 2 kantaty (1973–1974)
- Kantata (1974)
- Bikasirato (1975)
- Kakasszó (1975)

#### Inne
- Dies irae (1937)
- 2 msze (1946, 1949)
- 2 requiem (1949, 1966)
- Te Deum (1949)
- Msza biblijna (1951)
- De profundis (1970)

### Opery
- A király plástja (1926)
- opera komiczna Az két lovagok (1934
- misterium operowe Cenodoxus (1942)
- Anselmus diák (1945)
- A méhek (1946)
- opera komiczna Tartuffe (1951)
- Pázmán lovag (1962–1963)
- opera komiczna Kocsonya Mihály házassága (1971)
- Kiálts város  (1980–1981)

### Balety
- Féhér Pierrot (1916)
- Phaedra (1918)
- David király (1936)
- Ének az örök bánatról (1955)

### Pantomimy
- Mese a királykisasszonyról (1919)
- Laterna Magica (1922)
- Árva Józsi három csodája (1932)